# پاسکال لندیل
پاسکال لندیل (انگلیسی: Pascal Langdale؛ زادهٔ ۵ سپتامبر ۱۹۷۳) هنرپیشه اهل انگلستان است. وی از سال ۱۹۹۹ میلادی تاکنون مشغول فعالیت بوده‌است.
از فیلم‌ها یا برنامه‌های تلویزیونی که وی در آن نقش داشته‌است می‌توان به شبح اپرا اشاره کرد.